# Kjell-Olof Feldt
Kjell-Olof Feldt (Holmsund, Umeå, 18 de agosto de 1931-8 de enero de 2025) fue un político socialdemócrata sueco.

## Biografía
Hijo de una madre soltera (Irma Jonsson) que envió a su hijo a vivir con la hermana de su padre. Pese a su origen humilde consiguió entrar en la Universidad de Upsala.
Fue ministro de comercio entre 1970-75 y ministro de finanzas en 1982, elegido pese a que su partido había perdido las elecciones. Hacia fines de 1980 fue duramente criticado por miembros de su partido, dimitiendo posteriormente.
Ha sido secretario del Swedish National Bank (Riksbanken).[cita requerida]
Es autor del libro Den tredje vagen: En politik for Sverige, 1985 (9155031706 isbn13: 9789155031701). Desde 1970, está casado con la escritora Birgitta von Otter con quien coescribió el éxito editorial La sombra del cáncer, donde relata su lucha contra esta enfermedad.

## Libros
- 1985 - Den tredje vagen: En politik for Sverige isbn13: 9789155031701
- 1991 – Alla dessa dagar... – I regeringen 1982–1990
- 1994 – Rädda välfärdsstaten
- 2002 – Det blev ingen storväst – Min barndom och uppväxt
- 2003 – I cancerns skugga. Ett år av förtvivlan och hopp
- 2005 – Min väg till politiken